# Paolo Conte
Pour les articles homonymes, voir Conte (homonymie).
Paolo Conte, né  le 6 janvier 1937 à Asti, est un chanteur, auteur-compositeur-interprète, parolier et instrumentiste italien fortement influencé par le jazz et le blues. Ses morceaux les plus célèbres sont notamment Come di, Via con me, Un gelato al limon, Diavolo rosso, Gli impermeabili, Elisir, Max, Dancing, Sotto le stelle del jazz et Sparring Partner.

## Biographie

### Les grandes étapes de sa vie
Il se passionne dès l'enfance pour le jazz américain et les arts graphiques, qui sont les principaux éléments à l'influencer par la suite. Dans sa jeunesse, il passe la plus grande partie de son temps, en particulier pendant la guerre, dans la ferme de son grand-père. Il explique plus tard que son éducation fut particulièrement favorable non seulement à la compréhension et au respect des gens mais aussi des coutumes et traditions locales italiennes.
À la sortie du lycée il veut être médecin, mais pour des raisons pratiques il décide de faire des études de droit. Issu d'une famille de notaires, Paolo Conte mène de front pendant vingt-cinq ans les deux carrières d'avocat et de chanteur.
Dans les années 1960, il perce dans le milieu musical, notamment en écrivant pour Adriano Celentano une ritournelle La coppia più bella del mondo et le succès mondial Azzurro. En 1974, il sort un album intitulé simplement Paolo Conte et le public italien découvre sa voix éraillée. En 1979, avec Un gelato al limon, il se fait connaître du grand public. Il acquiert une renommée internationale qui se confirme en 1981 avec l'album Paris Milonga. En 1982, il sort Appunti di viaggio et, face à son grand succès, décide de prendre un peu de recul et de faire le point. De retour en 1984 avec un troisième album homonyme, il est unanimement reconnu par les critiques.
En 1990, il surprend en sortant Parole d'amore scritte a macchina, album mêlant chœurs et sonorités électroniques. En 1992, il marque un retour à ses premières influences avec Novecento. En 1995 sort l'album de la maturité : Una faccia in prestito, mélange jazzy de chansons populaires, de tango, de chansons du passé et de comédies musicales. Razmataz confirme ce style original. Son dernier album est Live Arena di Verona. En 2006, il réalise une collaboration artistique avec le groupe de pop-jazz Piccola Orchestra Avion Travel, qui aboutira à la sortie en 2007 d'un album de reprise des chansons de Conte, l'album Danson metropoli.
Il a un frère, Giorgio Conte (né en 1941), qui chante et compose également.

### Les années 1950 - Ses premiers pas dans le monde de la musique et sa passion pour le jazz
Paolo Conte est né à Asti en 1937, d’une famille de juristes. Son père, Luigi est un notaire passionné de musique, tandis que sa mère est issue d’une famille de propriétaires terriens. Pendant la guerre, il passe beaucoup de temps à la ferme de son grand-père et, grâce à ses parents, férus de musiques classique et populaire, il apprend les rudiments du piano.
Pendant la période fasciste, son père se procure clandestinement des disques d’origine étrangère, éveillant chez Paolo une première passion, encore embryonnaire, pour le jazz. C’est ce que le musicien racontera lui-même dans une interview dans les années 1980 : « Mussolini avait interdit la diffusion de musique américaine et de jazz. Mais il était difficile de tout empêcher. Ainsi, les grands classiques étaient autorisés… à condition d’être exécutés par des orchestres italiens et sous des titres italiens : c’est comme cela que Saint Louis Blues est devenu Tristezze di San Luigi ! Mes parents, qui étaient encore très jeunes, et donc curieux, passionnés de musique et avides de nouveautés, parvenaient, à la barbe de la police, à mettre la main sur des disques ou des partitions de musique américaine, qu’ils déchiffraient pour pouvoir les jouer à la maison. C’est ainsi que j’ai été nourri dès l’enfance de jazz et d’Amérique ».
Après avoir fréquenté le lycée classique Vittorio Alfieri d’Asti, il obtient son diplôme de droit à l'Université de Parme, et commence à travailler comme assistant dans le cabinet de son père tout en poursuivant des études de musique pour parvenir à un niveau semi-professionnel. Au milieu des années 1950, il apprend à jouer du trombone, puis du vibraphone, et entre dans plusieurs orchestres de la ville, comme la Barrelhouse Jazz Band, Taxi for Five, et enfin The Lazy River Band Society, dont les noms trahissent sa passion pour le swing d'outre-Atlantique. C’est notamment avec la Barrelhouse Jazz Band qu’il fonde l'USMA (« Unione Studenti Medi Astigiani ») et ouvre un cercle musical auprès de l'Associazione Alpini (Association des chasseurs alpins) de la ville. Le groupe se produit tous les samedis après-midi de 16 h à 19 h 30 et fait connaître aux jeunes des compositeurs alors peu connus, comme Rodgers & Hammerstein, George Gershwin, Cole Porter et Jerome Kern. Puis ils commencent à jouer dans divers bars et boîtes et participent à quelques festivals tenus dans la ville pour promouvoir des groupes émergents. Sa fascination pour le jazz mènera le jeune Paolo à participer à la quatrième édition du Quiz international de jazz à Oslo, où il remportera la troisième place pour l’Italie.

### Les années 1960 - Collaboration avec Vito Pallavicini et succès d'Azzurro
Au début des années 1960, il fonde un nouveau groupe, le Paul Conte Quartet (avec son frère Giorgio à la batterie), qui lui donne l’occasion de faire son entrée sur le marché du disque avec un 33 tours de jazz intitulé The Italian Way to Swing mais l'album reste sans succès. Il commence alors à écrire ses premières chansons, souvent en collaboration avec son frère Giorgio. Retenons parmi elles Ed ora te ne vai, chantée par Vanna Brosio et L'ultimo giorno, interprétée par Carla Boni sur un texte de Giorgio Calabrese. Comme Francesco Guccini, Paolo Conte aborde le monde de la chanson essentiellement comme « auteur », composant des musiques et des arrangements pour d’autres artistes. La première chanson à remporter un certain succès s’intitule Chi era lui, figurant dans l’album La festa, d’Adriano Celentano ; le texte, d’inspiration nettement religieuse, est de Mogol et Miki Del Prete, et se trouve sur la face B du célèbre 45 tours Il ragazzo della via Gluck. Sa collaboration avec Celentano se poursuit avec La coppia più bella del mondo (paroles de Luciano Beretta et Miki Del Prete) et surtout avec Azzurro, dont le texte est signé Vito Pallavicini, parolier avec lequel le musicien entamera alors une coopération prolifique qui durera pratiquement pendant toutes les années 1960.
En 2007, Celentano a lui-même révélé, à l’occasion de la mort de Pallavicini, la genèse d’Azzurro : « Un jour, Pallavicini m’a téléphoné et m’a dit : une idée folle m’est venue en tête, mais il faut que je te voie pour t’expliquer. J’ai écrit le texte d’une chanson sur une musique de Paolo Conte, que tu ne peux pas ne pas enregistrer, parce que ce sera l’hymne des Italiens : elle aura pour titre Azzurro ».
La chanson, devenue un classique de la musique italienne, est par la suite reprise par Conte lui-même et figure dans son premier album live Concerti, sorti en 1985. Pour preuve du succès exponentiel que la chanson a remporté à l’époque, un sondage organisé, toujours en 2007, sur le site de la Società Dante Alighieri propulse Azzurro à la première place des chansons italiennes les plus célèbres et les plus chantées dans le monde, détrônant le tube Nel blu dipinto di blu de Domenico Modugno. Conte collabore ensuite avec le compositeur Michele Virano, avec lequel il crée la musique d’autres chansons à succès, comme  Insieme a te non ci sto più pour Caterina Caselli et Tripoli 1969 pour Patty Pravo.
En 1968, il écrit avec Pallavicini et d’autres musiciens tels qu’Enrico Intra et Mansueto Deponti, le morceau de jazz No amore pour la chanteuse Giusy Romeo, connue plus tard sous le nom de Giuni Russo.
Toujours avec Pallavicini, il crée une chanson tourmentée et dramatique intitulée La speranza è una stanza, particulièrement bien adaptée au style de Dalida.
Enfin, parmi ses succès d’auteur, il convient de mentionner le single Santo Antonio Santo Francisco, écrit pour Piero Focaccia et Mungo Jerry, chanson qui participera au Festival de Sanremo en 1971.

### Les années 1970

#### Reconversion en auteur-compositeur-interprète
Ce n’est qu’en 1974, alors qu’il était sur le point d’abandonner la musique pour se consacrer à sa profession d’avocat, qu’il se décide (convaincu entre autres par son premier producteur Lilli Greco) à présenter lui-même ses propres chansons. Il publie alors pour la RCA Italiana son premier 33 tours intitulé Paolo Conte (album 1974), ce qui marque la reconversion définitive de l’artiste en auteur-compositeur-interprète. Il signe désormais lui-même les textes de ses propres chansons, où l’on trouve déjà à l’état embryonnaire tout son style réflexif, souvent empreint d’une ironie mordante. Pour la critique, ce disque est une œuvre encore hésitante, pour ainsi dire une anthologie qui passe en revue les chansons qu’il avait écrites par le passé. L'album, au moment de sa sortie, ne trouve pas la résonance espérée ; pourtant, certains morceaux compteront, au fil des ans, parmi ceux les plus renommés du musicien, comme La ragazza fisarmonica, Una giornata al mare, La fisarmonica di Stradella et surtout Onda su onda, dédiée la même année à son ami et collègue Bruno Lauzi. Avec la chanson Sono qui con te sempre più solo, commence la saga musicale consacrée à l’« Homme du Mocambo », histoire du propriétaire d’un bar fictif, dans laquelle l’auteur se plait à traiter des situations d’un goût décadent, impliquant souvent des administrateurs de faillites (aidé en cela par un esprit autobiographique acéré). L'architecture du bar (avec ses canapés marron, ses enseignes, ses lumières, etc.) reste à peu près identique dans toutes les chansons de la saga. Le personnage de l’homme du Mocambo revient dans les chansons La ricostruzione del Mocambo, Gli impermeabili et enfin dans La nostalgia del Mocambo.
La ricostruzione del Mocambo paraît dans son album sorti en 1975, qui marque l’abandon de la production de chansons pour d’autres interprètes et contient toute une collection de morceaux parmi les plus significatifs de sa carrière, comme Genova per noi (considérée par l’auteur comme l’une de ses chansons les plus importantes), La Topolino amaranto, Pittori della domenica et Luna di marmellata.
Le succès se fait attendre mais l’artiste, pourtant réservé, commence à se produire en public. Dans les colonnes du Corriere della Sera, il dit de son premier concert : « J’avais déjà ma moustache. C’était en mi-saison, j’étais vêtu de velours marron. Je me souviens que j’avais un piano droit et pendant les répétitions, j’y avais posé une bouteille d’eau minérale, que j’ai ensuite oubliée. Lorsque, le soir, je suis entré en scène, dans l’obscurité, je l’ai bousculée, baptisant ainsi les premiers rangs. Il y avait déjà beaucoup de monde qui m’écoutait, quatre ou cinq cents personnes ; puis pendant cinq ou six ans, j’ai joué au Festival de l’Unità : toute l’intelligentsia était là, des fêtes magnifiques, les femmes faisaient à manger, on achetait des livres aux stands. J’ai aussi tenu des concerts à de grands festivals de l’Unità, à Rome, Gênes et Milan ; les kermesses de l’Émilie étaient légendaires, avec ce fumet délicieux des côtes de porc. »
À la fin de 1976 et au début de 1977, il se produit à nouveau en concert avec quelques amis connus à la RCA, dont Piero Ciampi, Nada Malanima et Renzo Zenobi, mais ces soirées ne remportent qu’un succès modeste. À la suite de cette rencontre, Nada enregistre la même année trois chansons de Conte : Avanti bionda, Arte et La fisarmonica di Stradella. En 1977, Conte participe à l’émission télévisée de Lucio Dalla, Il futuro dell'automobile e altre storie, où il chante au piano Onda su onda et La Topolino amaranto ; à la même époque, il collabore aux arrangements de l'album Danze, écrit par son ami Renzo Zenobi. Enfin il écrit pour Gipo Farassino la chanson Monticone, portrait amusant du typique personnage piémontais.

#### Le Club Tenco et le succès d'Un gelato al limon
« Paolo Conte est né à Sanremo en 1976 avec le Club Tenco (it). Lorsqu'Amilcare Rambaldi (le fondateur du Club) l'a invité à la revue, il était encore pratiquement inconnu. Je me souviens qu’il pensait devoir se produire dans un petit club. En entrant dans la salle de l'Ariston, il eut un choc, car il ne s’attendait pas à un théâtre aussi grand. » C’est avec ces mots que le photographe Roberto Coggiola rappelle, en 2007, les premiers pas de l’artiste, lors d’une exposition photographique présentée au théâtre Ariston et intitulée Paolo Conte à Sanremo de 1980 à 2005.
En effet, c'est sur la scène de Sanremo que Conte aura l’occasion de faire connaître ses premières chansons, notamment dans le cadre des diverses représentations du Club Tenco, pour en devenir (avec ses collègues Francesco Guccini et Roberto Vecchioni) un protagoniste de pointe. Parmi les distinctions qu’il y recevra, figure notamment le prix Tenco de la meilleure chanson italienne attribué à la chanson Elegia, contenue dans le disque homonyme sorti en 2004.
Trois ans après la publication de son dernier album, en 1979, il sort Un gelato al limon, qui remporte un grand succès. Ainsi, après des années d’efforts mal récompensés, il parvient à faire apprécier au public son style « inédit et personnel », créant au piano des musiques et des atmosphères tout à fait inusuelles, adaptées à sa voix au timbre rauque et effacé. Les histoires qu’il chante se passent souvent sur un fond de mondes exotiques cherchant à dissimuler, dans la réalité, les « faubourgs somnolents de province ». En réponse à bien des critiques, qui voient dans le lexique de Conte une référence à la province, l’artiste déclare : « Je n’en suis pas convaincu et je suis étonné que les critiques considèrent ces aspects comme étant un privilège de la province : et si c’est le cas, ils reflètent la particularité de toute la culture italienne, qui a une forte connotation provinciale. Dans les petites villes, on accorde plus d’attention à ce que l’on voit, les personnages sont moins massifiés, il est plus facile de les circonscrire. Ils sont peut-être un peu plus des protagonistes ».
Si l'album Un gelato al limon a recueilli les faveurs du public, il le doit notamment à des chansons comme Bartali (consacrée au grand coureur cycliste) et à celle qui a donné son nom à l’album (dédiée à sa femme Egle), interprétée aussi la même année par Lucio Dalla et Francesco De Gregori, qui l’incluent dans le répertoire de leur tournée à succès Banana Republic. À ce sujet, Paolo Conte évoque une rencontre qu’il avait eue à Rome avec De Gregori, peu après la fin de la tournée : « Ma femme et moi allions au restaurant et, du fond d’une rue, je vois apparaître Francesco De Gregori : un grand bonhomme qu’on voyait de loin et qui se fondait en excuses en s’approchant : "Tu me pardonneras ? Tu me pardonneras ?" "Mais bon sang, bien entendu que je te pardonne ! Tu m’as même fait un beau cadeau." Il voulait se faire pardonner le style dans lequel il avait interprété la chanson, qu’il jugeait lui-même plus profonde que ce qu’exprimait le type d’exécution qu’ils avaient choisi [...], c’est là l’un des bons souvenirs qui figurent au catalogue de mes "clients bien-aimés", comme j’appelle les interprètes de mes chansons en mémoire de mon passé d’avocat ». Cette œuvre s'inspire du slang afro-américain, composé de sons qui se répètent par intervalles, appuyant le chant et en accusant les traits. Le recours au dialecte afro-américain deviendra une marque de fabrique de l’artiste et donnera une touche spécifique à ses interprétations en public (il suffit de penser au fameux za-za-ra-zzaz de Bartali ou, plus tard, au du-du-du-du de Via con me). Autres morceaux à relever dans l’album : Dal loggione, aux accents désinvoltes, Rebus, au cheminement ludique,  Angiolino et Sudamerica, vif et pétillant (réinterprété au Club Tenco avec Ivano Fossati, Roberto Benigni et Francesco De Gregori), sans oublier le pittoresque Blue tangos, intégré dans la bande sonore du film Nouvelle Vague, réalisé par Jean-Luc Godard en 1990.

### Les années 1980

#### DeParis milongaàAppunti di viaggio
Le 25 mars 1981, le Club Tenco organise une sorte de vingt-quatre heures non-stop en l’honneur de Paolo Conte, curieusement intitulé "Contiana". Il s’agit de la première marque significative de reconnaissance de l’artiste, qui coïncide avec la présentation de son nouvel album Paris milonga. Sur la scène de l'Ariston, on voit apparaître Roberto Benigni, qui rend hommage au musicien avec une chanson au titre ironique Mi piace la moglie di Paolo Conte (fr : J’adore la femme de Paolo Conte). C’est dans cet événement que trouve son origine l’un des albums les plus connus du répertoire de Conte, qui devra notamment son succès à la chanson Via con me, laquelle sera vouée, au fil du temps, à recueillir un vaste écho tant auprès du public que de la critique. Des années plus tard, le musicien donnera une lecture personnelle du morceau aux micros de l’émission de radio Alle otto di sera : « J’aimerais que les chansons ne se consument jamais. Pour un compositeur, elles sont le parfum d’un bouquet de fleurs, et à force de leur sentir ce parfum, il risque parfois de s’en détourner [...] Mais certaines ont eu plus de chance auprès du public. Tout comme Azzurro, Via con me compte parmi ces dernières. Et j’en suis ravi, car c'est l’une de mes préférées [...] Une chanson si aimée, tant de fois remaniée, et heureusement autant consommée, au point que non seulement de nombreuses firmes l’ont utilisée comme bande sonore pour leur publicité, mais aussi d’innombrables metteurs en scène italiens, anglais, américains ou allemands n’ont pas hésité à la reprendre. Je ne sais pas pour quelle raison. Dans un film américain qui se déroulait à Paris, j’ai même eu l’impression que les Américains avaient voulu faire vivre Paris au travers de cette chanson. Je me suis senti français sans le savoir ».
Via con me assure bien vite le succès de tout l'album (le premier sorti par Conte en dehors des frontières nationales) et le mérite en revient en partie aux propres backing bands de l'artiste, qui se situent à mi-chemin entre l'ensemble de jazz et les big bands d'origine américaine. On voit apparaître dans l'album, entre autres, des musiciens comme Jimmy Villotti et Bruno Astesana. Il convient aussi de relever d'autres morceaux tels que Alle prese con una verde milonga, qui donne en partie son titre au disque et où est mentionné le musicien argentin Atahualpa Yupanqui, « dernier interprète — selon Conte — de la danse de la pampa appelée milonga », Boogie (interprété bien plus tard par Ivano Fossati), Blue Haways et le diptyque italien Madeleine et Parigi. Toujours en 1981, il coopère avec Gabriella Ferri pour l'album Gabriella, pour lequel il écrit quelques chansons comme Sola contro un record, Vamp et Non ridere (réintroduite par Conte dans son album Elegia, avec un texte en partie modifié).
Un an à peine après Paris milonga l'artiste piémontais fait graver un autre disque intitulé Appunti di viaggio (fr : Notes de voyage). Avec cette nouvelle poignée de chansons (aux saveurs exotiques et tropicales), l'auteur brosse des réalités géographiques de plus en plus lointaines, la plupart du temps tout simplement rêvées, comme Chinatown, Shanghai, Tombouctou et Zanzibar. Cette dernière est évoquée dans la chanson Hemingway, qui, pendant quelques années, servait de prélude à tous ses concerts. Concernant la genèse d'Hemingway, le musicien se souvient : «J'avais situé cette chanson à Venise, je voulais une chanson nocturne, une musique nocturne, un décor nocturne bien particulier ; c'est alors que j'ai pensé à Venise la nuit, et là, au Harry's bar, avec un barman qui parle français, car selon un vieux cliché, le barman par excellence ne peut que parler français, et il évoque le spectre d'Hemingway». De nombreux morceaux méritent ici d'être mentionnés, depuis les plus rythmés (Fuga all'inglese, Lo zio et Dancing), jusqu'à des chansons plus intimistes comme Nord, La frase et Gioco d'azzardo, sans oublier le foxtrot de salon de Diavolo rosso, l'une des chansons les plus exécutées par l'artiste, consacrée à sa terre d'origine ainsi qu'au célèbre coureur cycliste Giovanni Gerbi.

#### Un auteur international
Deux ans après la sortie d'Appunti di viaggio, l'artiste se présente sur le marché du disque avec un nouveau 33 tours qui, pour la troisième fois, s'intitule tout simplement Paolo Conte. Cet album inaugure sa collaboration avec Renzo Fantini, qui pour plus de vingt ans deviendra son manager et producteur. Le disque est un parfait assemblage des éléments créatifs auxquels il avait eu recours jusqu'alors et marque définitivement sa maturité artistique. Il comprend de nombreux morceaux mémorables, dont beaucoup deviendront vite des classiques de Conte. Il suffit de penser à des chansons comme Gli impermeabili (troisième épisode de la tétralogie du Mocambo), Sparring partner, hautement évocatrice, la nocturne pour piano et saxo Come mi vuoi?, L'avance, fort persuasive, et Come-di, swing à la Cab Calloway, aux nombreux doubles sens linguistiques et vocaux. Le thème unificateur de l'album est celui de l'« homme singe » (terme inventé par la communauté afro-américaine pour désigner les danseurs de jazz), entendu ici comme faisant l'éloge de la musique nord-américaine ou plus précisément de la musique noire. Cette thématique est débitée sur toute la durée du disque, appuyée sur de savantes citations, pour atteindre sa plus forte concentration dans le morceau Sotto le stelle del jazz (« un homme singe marche, ou peut-être danse, qui sait ?... »), qui est l'une des chansons les plus connues et acclamées de l'artiste.
Très bien accueilli par la critique, le disque lance Paolo Conte sur la scène internationale. Suivent alors de nombreuses tournées, aussi bien en Italie qu'en France − cette France qu'il avait déjà ressentie par le passé comme lieu d'inspiration et de proximité culturelle −, d'où naîtra, un an plus tard, le double album Concerti, premier disque live publié par le musicien, avec des enregistrements provenant de concerts s'étant tenus le 28 mai 1985 au Teatro alle Vigne de Lodi, le 20 juin au Teatro Morlacchi de Pérouse et les 15 et 16 mars 1985 au théâtre de la Ville à Paris. Le disque figure en soixante-dixième position dans la liste des cent plus beaux albums italiens de tous les temps et rassemble de nombreux musiciens talentueux, dont beaucoup collaborent d'habitude avec Francesco Guccini, comme Antonio Marangolo, Ares Tavolazzi, et Ellade Bandini.
Concernant ses premiers concerts en France, Conte dira plus tard : « Paris a joué un rôle très important pour moi, c'est là que j'ai eu le premier rapport avec un public étranger. J'ai eu le privilège d'avoir été sollicité par les Français, plutôt que de venir forcer leur sensibilité pour me produire dans leurs salles. C'est eux qui sont venus me chercher ; ils m'ont proposé trois premiers spectacles au théâtre de la Ville, des spectacles que je n'oublierai jamais, parce que, quand je suis entré en scène, je pensais qu'il n'y aurait pas plus de cinquante spectateurs. Mais comme je me trompais ! Pendant trois jours, la salle affichait complet ». Et il commentera à une autre occasion : « Mon succès parisien et français en général m'a tout de suite ouvert les portes de toute l'Europe. Cela veut dire qu'un succès à Paris reste encore une référence primordiale, que Paris est une réalité culturelle reconnue : de là, j'ai pu aller en Allemagne, aux Pays-Bas, où j'ai rencontré l'écho le plus grand, et même en Angleterre, qui, comme on le sait bien, est un pays très difficile à conquérir, puis en Amérique et ainsi de suite... ».
C'est alors que l'artiste entame une série de longues tournées à l'étranger. On le verra se produire deux ans plus tard au Canada, au Spectrum de Montréal, en France (trois semaines à l’Olympia de Paris), aux Pays-Bas et en Allemagne. De nouvelles tournées s'ajoutent en Belgique, en Autriche, en Grèce et en Espagne. Relevons tout particulièrement ses deux concerts au Blue Note de New York, temple historique de la musique de jazz. On enregistre à la même époque sa participation aux plus importants festivals de jazz internationaux, tels que Montreux, Montréal, Juan Les Pins et Nancy. Cette frénétique activité artistique mène à la publication, en 1988, d'un deuxième album live intitulé Paolo Conte Live, reprenant en grande partie le concert tenu à Montréal le 30 avril 1988. Le 33 tours contient trois chansons qui n'ont jusqu'alors jamais été interprétées par le musicien : Vamp, Messico e nuvole et Don't break my heart, déjà enregistrée, cette dernière, en 1985 par Mia Martini sous le titre Spaccami il cuore.
Entre les deux albums live mentionnés précédemment, on voit sortir sur le marché italien et étranger Aguaplano : un double album contenant 21 chansons, dont quelques-unes en langue française, comme Les tam-tam du paradis, déjà écrite auparavant pour un spectacle théâtral d'Hugo Pratt. Outre la chanson éponyme de l'album, rappelons les morceaux Nessuno mi ama, Paso doble, Amada mia et Non sense. Le disque se poursuit sur la magnétique Blu notte, la romantique Hesitation et enfin Max, autre morceau parmi les meilleurs de sa production, sciemment articulé en un crescendo agogique de forme bipartite, inspiré du Boléro de Maurice Ravel. Concernant le sort réservé à ce morceau, Conte a affirmé : « Certaines de mes chansons ont connu une résonance plus forte dans un pays plutôt que dans un autre. Max, par exemple, a été un grand succès de hit parade aux Pays-Bas, où de nombreuses mamans ont donné ce nom à leurs fils, mais ont été par la suite déçues lorsqu'elles m'ont demandé ce que voulait dire "Max" et que je leur ai donné une explication très différente de celle qu'elles auraient voulu entendre ».

### Les années 1990

#### Parole d'amore scritte a macchinaet passion pour leXXesiècle
Avec le diptyque Parole d'amore scritte a macchina (fr : Mots d'amour écrits à la machine), de 1990, et 900, de 1992, l'artiste inaugure une nouvelle période de fertilité artistique. Le premier album est considéré par la critique comme l'un des plus atypiques de sa carrière et comme marquant un nouveau revirement vers un plus pur expérimentalisme musical, où se chevauchent en permanence solutions anachroniques et constructions insolites. Un disque bien particulier, jusqu'à la couverture, où l'auteur de bandes dessinées Hugo Pratt esquisse en traits noirs le visage du musicien sur un fond orange vif. Il alterne des chansons taillées dans une veine classique, comme Colleghi trascurati, Lupi spelacchiati et la chanson qui a donné son nom à l'album, avec d'autres beaucoup plus recherchées et expérimentales, comme le pseudo blues Dragon, la captivante Mister Jive (Hommage nostalgique à Harry Gibson et au Cotton Club), Ho ballato di tutto et Canoa di mezzanotte. Dignes d'attention aussi Il maestro, aux consonances verdiennes, et Happy feet, au rythme emballant, morceaux harmonieusement ciselés par un contre-chant de voix et chœurs exclusivement féminins.
La deuxième partie du diptyque, 900, bien que poursuivant sur cette veine nostalgique, va dans le sens opposé. Elle s'oriente vers une fusion maximaliste et orchestrale de styles et de genres les plus divers, mais toujours ramenés à l'humeur artistique des premières années du XXe siècle. Dans une interview donnée au journaliste Paolo Di Stefano l'auteur précise : «L'actualité ne m'intéresse pas. Le XXe siècle n'est pas celui que j'ai sous les yeux, c'est celui qui résonne en moi. J'ai toujours − modestement − cherché à rester fidèle à l'esprit de ce siècle. C'est une époque qui a quelque chose d'insaisissable, elle possède un goût ambigu qui lui donne une fascination particulière. C'est un siècle très difficile, car plein d'équivoques… Je n'aurais pas voulu vivre dans un autre siècle que celui-là, même si c'est un siècle qui n'est pas idéalement le mien : chaque fois que je joue au piano, porté par mes fantasmes, je me dis que je serais mieux à ma place au XIXe siècle, un siècle certainement plus pianistique et plus libertaire. Le XXe siècle a été un siècle terrible, avec deux guerres mondiales : un siècle équivoque, mais intéressant, dans lequel c'était peut-être un privilège de vivre, même si nous ne parvenons pas encore à le comprendre aujourd'hui ».
Le nouveau disque trouve dans sa chanson éponyme, Novecento, l'abrégé musical de ce que Conte a expliqué au journaliste du Corriere della Sera. Ce morceau devient rapidement l'un des plus demandés du public. Autres chansons à relever dans ce disque : la persuasive Pesce veloce del baltico, Gong-oh (inspirée d'Art Tatum et dédiée à Chick Webb et Sidney Bechet), et l'intime Una di queste notti. L'album continue avec les décadentes Il treno va, Per quel che vale et Chiamami adesso, toutes sciemment "rétro", chargées de couleurs et d'atmosphères typiques des cafés-concerts. Entre la publication des deux albums, l'avocat d'Asti obtient la première grande reconnaissance : le prix Librex Montale, créé pour l'occasion par un jury présidé par Carlo Bo, lui est décerné dans la catégorie "Poetry for Music". Après lui, ce prix ira à Francesco Guccini, Lucio Dalla, Franco Battiato, Fabrizio De André, Ivano Fossati et enfin Roberto Vecchioni.

#### Una faccia in prestitoet diverses tournées à l'étranger
En automne 1995, Paolo Conte réintègre les studios pour enregistrer un nouvel album au titre théâtral : Una faccia in prestito (fr : Un Visage d'emprunt). Froidement accueilli par la critique, le dixième album de l'artiste s'inscrit dans le sillage du double LP Aguaplano publié huit ans plus tôt. Ici aussi, le musicien multiplie les idées nouvelles dans pas moins de dix-sept chansons où l'italien n'est plus la seule langue possible pour donner forme et substance aux textes. La "géographie linguistique" de l'auteur s'exprime dans des textes qui vont de l'anglais, comme dans Don't Throw It In The W.C, au piémontais de Sijmadicandhapajiee, (littéralement "nous sommes des chiens de garde"), du napolitain de Vita da sosia, aux emprunts hispano-américains de Danson metropoli. Le musicien explique les raisons de ce revirement dans une interview donnée au Corriere della Sera: « Comme tant de compositeurs qui écrivent d'abord les musiques, puis les paroles, j'écris en général dans un anglais que j'invente en partie, un anglais élastique qui vous fait beaucoup plus rêver ; les morceaux restent plus abstraits, et ensuite, quand il faut refondre cela en italien, tout change». Des années plus tard, dans une autre interview, il éclaircira encore mieux ce concept : « Il est très laborieux pour moi, comme je l'ai déjà dit, de plier la langue italienne aux exigences rythmiques et métriques de la musique. Nous savons tous que l'italien est une très belle langue, mais il est extrêmement difficile de l'adapter musicalement, en raison du manque d'élasticité des syllabes et de la rareté des mots accentués sur la dernière syllabe. Très souvent, ma vocation de musicien me porte à estropier la langue italienne ou à la mélanger avec d'autres langues pour obtenir un résultat satisfaisant du point de vue rythmique. J'ai beaucoup aimé avoir recours à d'autres langues pour leur capacité théâtrale, cinématographique, de raconter les choses au-delà du sens littéral des mots ».
L'une des chansons clés du disque, Elisir, sera reprise dans l'album Danson metropoli - Canzoni di Paolo Conte, hommage très personnel des Avion Travel au musicien d'Asti, où l'on reconnaîtra, dans ce morceau, la voix de Gianna Nannini. Mais d'autres chansons contenues dans ce disque méritent aussi d'être relevées : Epoca, l'élégante Un fachiro al cinema, Cosa sai di me? et l'hypnotique et sensuelle L'incantatrice, sans oublier Architetture lontane et Quadrille, au rythme soutenu, où le musicien alterne les strophes avec le contrebassiste français Jino Touche. Il convient de mentionner à part le morceau éponyme, dont Conte rappelle l'inspiration suggestive : «Une chanson qui remonte à un souvenir réel et qui se rattache à ma grande passion pour le jazz. Je me réfère ici à ma rencontre avec le grand musicien de jazz Earl "Fatha" Hines, un pianiste de génie, appelé justement "le père", le père du piano moderne. Il m'est apparu comme je voulais qu'il fût : une beauté noire aux dents éclatantes de blancheur, habillé en boxeur, avec un peignoir blanc et dans les mains une pipe et un verre de whisky. Je suis parvenu à obtenir un autographe sur un vieux paquet de cigarettes Turmack, puis, en cachette, mon ami Mingo et moi-même sommes restés derrière la scène pour assister à son concert ».
Après chaque nouveau disque enregistré en studio, Conte a coutume de repartir en tournée. C'est dans cette logique que s'inscrivent les deux albums live Tournée, de 1993 et Tournée 2, de 1998. Le premier présente des enregistrements effectués en Europe, au Hamburg Congress Centrum, au Théâtre des Champs-Élysées à Paris, au Teatro Principal de Valence et au Sporting Monte-Carlo. On y trouve trois morceaux inédits non rédigés en italien : le music-hall Bye, Music (interprété par les chanteuses Julie Branner, Rama Brew, Ginger Brew et Maria Short), la ballade en français Rêveries et le titre instrumental Ouverture alla russa. Le deuxième chapitre de Tournée, contient au moins cinq chansons inédites : Swing, Irresistible, Nottegiorno, Legendary (interprétée par la chanteuse Ginger Brew) et le touchant morceau Roba di Amilcare, composé en souvenir d'Amilcare Rambaldi, initiateur du Club Tenco et l'un des premiers à avoir découvert l'artiste. À la même époque paraît, pour le marché américain, l'album The Best of Paolo Conte, déjà publié deux ans plus tôt pour le marché européen. Primé "disque de l'année" par l'influente revue Rolling Stone, il pose les bases d'une tournée qui remporte un succès éclatant aux États-Unis, où l'artiste se produit notamment à New York, Boston, Los Angeles et San Francisco.

### Les années 2000

#### Razmataz: un projet qui s'étend sur 30 ans
Le millénaire s'achève sur la publication de l'album Razmataz, sorti en 2000 (aussi sous forme de DVD), directement tiré de la comédie musicale RazMaTaz, vaudeville imaginé et réalisé par l'artiste lui-même, qui voit le jour en 1989 dans un livre homonyme réunissant dessins, partitions et textes avec diverses annotations de l'auteur. Ce projet est pour ainsi dire une forme atypique de spectacle, conçu et étudié par le musicien depuis les années 1970. Cas unique dans le panorama des chansons d'auteur, Razmataz n'est pas seulement un disque, mais aussi une mise en scène radiophonique qui débouche sur un projet d'opérette multimédia où, à la bande sonore, s'ajoutent des illustrations réalisées par le musicien (plus de 1.800 esquisses au fusain, temperas et dessins) qui racontent comme de véritables storyboards, une trame fumeuse et imprécise. Ce n'est pas par hasard que le titre dérive du terme familier anglais razmataz, qui signifie « confusion  chaotique et pittoresque ». Il en ressort une œuvre insolite et plutôt significative, même si elle ne va pas remporter le succès espéré, en raison justement du choix délibéré de ne pas la concrétiser en une comédie musicale, à l'opposé de Notre-Dame de Paris, sortie à la même époque. Réalisée en différentes versions (italienne, anglaise, française, espagnole), cette nouvelle œuvre est l'occasion de mettre en lumière l'habileté picturale du musicien, qui se traduit par des lignes et des couleurs d'une nette inspiration avant-gardiste, avec une préférence particulière pour la première période du peintre Carlo Carrà.
C'est l'histoire d'une danseuse africaine (appelée Razmataz) qui est racontée, de sa course au succès et de sa disparition rapide et mystérieuse, métaphore de la rencontre entre la vieille Europe et la jeune musique noire. La comédie est un éloge à la musique afro-américaine, autour duquel se détache toute une série de personnages s'inscrivant dans l'esprit libertaire parisien du début de siècle.
Dans les dix-huit chansons proposées, on voit naître des personnages comme le bluesman errant de Yellow Dog, les brigands dansants de la Java javanaise, les artistes de rue de Ça dépend et celui de la chanteuse expressionniste Zarah dans le morceau The Black Queen. Ce faisant, l'auteur amalgame musique jazz, culture africaine et opéra classique, les fondant en une "poésie des bas-fonds" romantique et colorée.
L'une des chansons symboles, It's a Green Dream (proposée dans le disque en deux versions), est ainsi commentée par l'auteur : « It's a Green Dream est l'une des chansons-clés et c'est une chanson chère aux noirs américains arrivés à Paris, car dans un texte très bref, répété d'une manière un peu tribale, on imagine un retour aux ascendances lointaines de leur race ; le Mozambique y est évoqué comme un paradis perdu. Il ne faut pas oublier que ces noirs américains sont issus d'une déportation et que leur terre d'origine est donc très loin, presque oubliée, mais qu'elle est restée dans leur sang, dans leurs rythmes, dans leur manière de marcher, de vivre, de penser, dans leurs fantasmes et dans leurs rêves. C'est cela le "rêve vert", le rêve du Mozambique, terre perdue qu'ils voudraient retrouver ».

#### Sous le signe de l'élégie

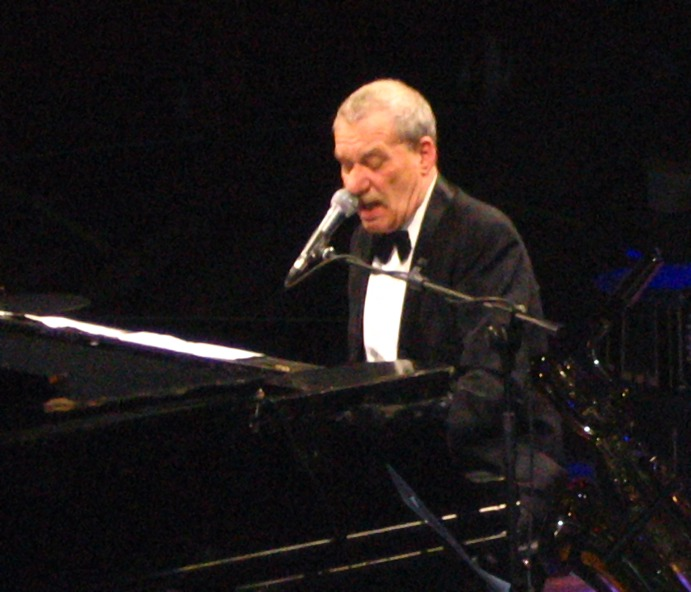
Paolo Conte lors d'un concert à Berlin en 2005

Le 4 avril 2003, Paolo Conte se voit conférer le doctorat honoris causa en Lettres modernes par l'Université de Macerata. À cette occasion, il tient un discours sur les "moments d'inspiration", passant en revue une grande partie de la poésie et de la peinture du XXe siècle et dévoilant entre autres sa prédilection pour le peintre Massimo Campigli.
Un mois plus tôt, lors d'une rencontre avec les étudiants de l'Université de Padoue, auxquels il demandait d'anticiper sur leurs projets d'avenir, l'artiste affirmait qu'il trouverait très bientôt l'inspiration pour écrire de nouvelles chansons.
En effet, en novembre 2004, après avoir publié une nouvelle anthologie destinée au marché étranger (Reveries), Paolo Conte réapparaît sur la scène avec un disque composé de morceaux inédits intitulé Elegia. Premier album de l'artiste pour la maison de production Atlantic, Elegia reprend un terme qui peut soit être interprété dans les registres du "sentimental" et du "moral", soit évoquer la "plainte" et la "mélancolie". Le leitmotiv du disque est la nostalgie, une nostalgie non exempte de moments ironiques, qui se tourne vers des mondes musicaux désormais lointains et perdus, avec lesquels renoue la musique de l'artiste. C'est tout cela qui s'exprime dans le morceau La Nostalgia del Mocambo, qui offre à l'auditeur une ouverture instrumentale typique de la bossa nova, qui devient de plus en plus rapide et pressante. Autres chansons à relever : la délicate Non ridere (dédiée à Gabriella Ferri), la poétique chanson éponyme de l'album, le tango de Sonno elefante et l'ironique Sandwich man, portrait désinvolte des débuts du cinématographe. Le disque se termine par le honky tonk La Vecchia giacca nuova, analyse passionnée du cabaret et du théâtre social des années 1920.
Un an après, en 2005, sort un nouveau disque live intitulé Live Arena di Verona.
Le double album, à la différence des précédents, n'est pas un assemblage de diverses représentations européennes, mais une fidèle transposition du concert tenu le 26 juillet 2005 aux Arènes de Vérone devant 12 000 spectateurs. Le seul morceau inédit est Cuanta Pasión, auquel participent le guitariste des Gipsy Kings Mario Reyes, et la chanteuse espagnole Carmen Amor. Par ailleurs, toujours en 2005, il recommence après 37 ans à écrire pour Adriano Celentano et offre à l'artiste milanais une nouvelle chanson intitulée L'indiano. Concernant cette nouvelle collaboration, il déclare dans une interview à La Repubblica : « C'est une espèce de portrait de lui que j'esquisse dans cette chanson. Pour faire comprendre sa manière de parler, de s'exprimer, qui est justement celle d'un Indien ». Dans une interview ultérieure, il ajoute : « J'ai écrit ce texte en reprenant ces paroles si précieuses que Celentano m'avait adressées il y a bien longtemps, où il décrivait le paradis comme un cheval blanc qui ne transpire jamais, "parce que tu sais", disait-il, "quand tu es sur un cheval, tu sens entre tes jambes la sueur de l'animal". C'était pour moi comme un Indien qui parlait, et j'ai écrit une musique peau rouge qui en fait ne me déplaisait pas ; il a chanté cela d'une manière un peu timide, un peu morne ; je l'avais peut-être influencé dans ce sens pendant les répétitions. Moi qui étais pourtant à tel point stimulé par sa voix ».

#### Entre peinture et chanson
En février 2007, la commune d'Asti décide d'accepter la proposition de confier à l'avocat piémontais la préparation des deux drapeaux traditionnels représentant saint Second, peints par le chanteur pour la célébration du 40e Palio di Asti. L'événement  va défrayer la chronique, laissant supposer que l'artiste quittait le monde de la chanson pour s'adonner à sa passion, déjà mentionnée, pour la peinture. Et le musicien de rappeler : « Dans ma vie, le vice de la peinture est beaucoup plus vieux que celui de la musique. Il remonte à mon enfance, et pourtant, pendant des années, je n'ai plus touché aux pinceaux et aux crayons. Quand j'étais gamin, je dessinais des tracteurs. Plus grand, j'ai dessiné des femmes nues et des musiciens de jazz ».

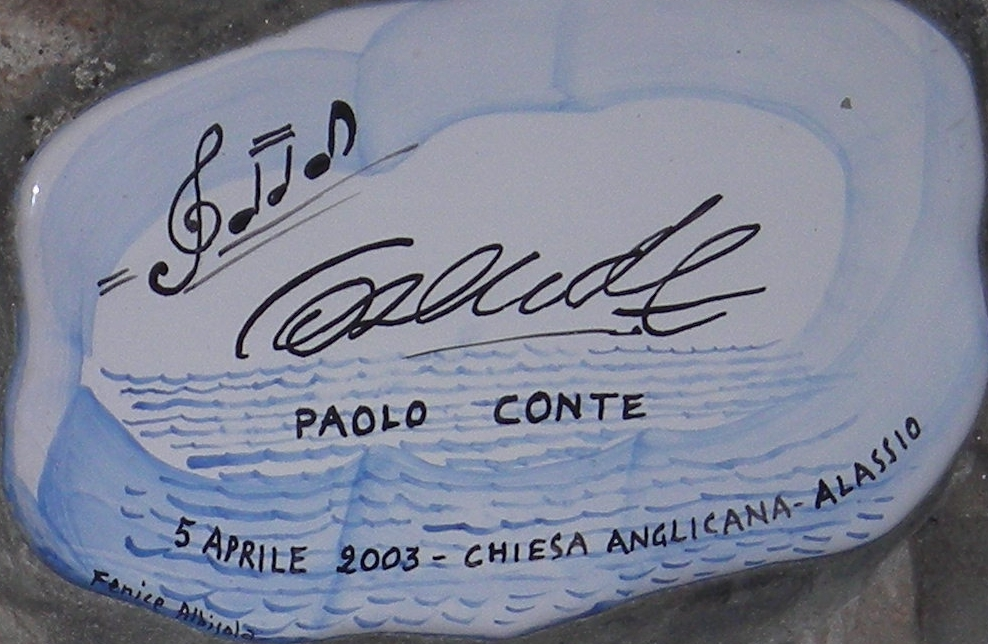
Autographe de Paolo Conte, signé en 2003 sur le « Muretto » d'Alassio.

Et ce n'est pas par hasard si, en mai 2007, il reçoit de l'Académie des beaux-arts de Catanzaro le titre de Docteur honoris causa en peinture. L'artiste piémontais se voit ainsi conférer pour la deuxième fois une distinction pour sa « compétence reconnue dans le domaine de la peinture », comme il sera rapporté le jour de la cérémonie. Le musicien a d'ailleurs exposé à de nombreuses reprises ces dernières années, aussi bien en Italie qu'à l'étranger, souvent avec d'autres artistes, comme à l'exposition du Château Saint-Ange, qui a recueilli en 2006 des tableaux réalisés par Dario Fo, Paolo Conte, Franco Battiato, Gino Paoli et Tony Esposito.
Loin d'abandonner la musique, l'artiste revient en scène en septembre 2008 avec la publication d'un nouvel album intitulé Psiche. Le disque est présenté en avant-première à la Salle Pleyel, à Paris, accompagné par l'Orchestre national d'Île-de-France (dirigé par Bruno Fontaine), et sera suivi par une tournée européenne de même contenu. L'album propose des nouveautés sonores tout à fait étrangères au monde du musicien, tout en conservant le jeu linguistique d'atmosphères et de couleurs exotiques. Pour reprendre les commentaires du journaliste Curzio Maltese dans les pages du quotidien La Repubblica : « On retrouve dans le nouvel album de Paolo Conte les mythes de toujours, de la bicyclette au cirque, des énigmes féminines aux suggestions exotiques. Mais il y a aussi des saveurs et des couleurs inédites, une recherche musicale qui laisse un peu de côté le jazz et le swing et épouse pour la première fois l'électronique et les sons de caoutchouc et de plastique des synthétiseurs, avec toute leur étrange poésie ».
Concernant l'exotisme de son écriture, toujours au centre de l'attention de la critique, Paolo Conte affirme : « Souvent, quand je suis interviewé, on me parle d'un exotisme qui revient sans cesse dans mes chansons, et on a fait un rapprochement, illustre s'il en est, avec Emilio Salgari. Pour un moment, j'ai accepté cette définition, je l'ai peut-être suggérée un peu moi-même, parce que c'était bien moi : j'inventais le Mexique, j'inventais Tombouctou, Babalou, et tous les exotismes possibles sans jamais y avoir été, sans jamais les avoir connus de près […], mon exotisme est un mal-être que les Français appellent ailleurs, ce sens de l'ailleurs typique des écrivains du XXe siècle, c'est une sorte de pudeur qui transfère certaines histoires de notre vie dans un théâtre plus lointain, plus imaginaire, plus fantasmagorique, pour estomper le sens de la réalité et transformer la pauvreté qu'elle peut comporter en une histoire racontée un peu comme une fable ». L'album présente de nombreuses chansons d'empreinte mélodique, comme L'amore che, Intimità et Psiche, et d'autres plus élaborées telles que la brésilienne Danza della vanità, Big Bill, Silver fox et le soul-gospel du morceau Il quadrato e il cerchio. La même année, Conte sort aussi l'album Paolo Conte Plays Jazz, édité chez Sony, qui rassemble une collection de morceaux standard donnant dans le swing, contenant, entre autres, l'intégralité du 33 tours The Italian Way to Swing, remontant à 1962.

### Les années 2010

#### Une continuité artistique renouvelée

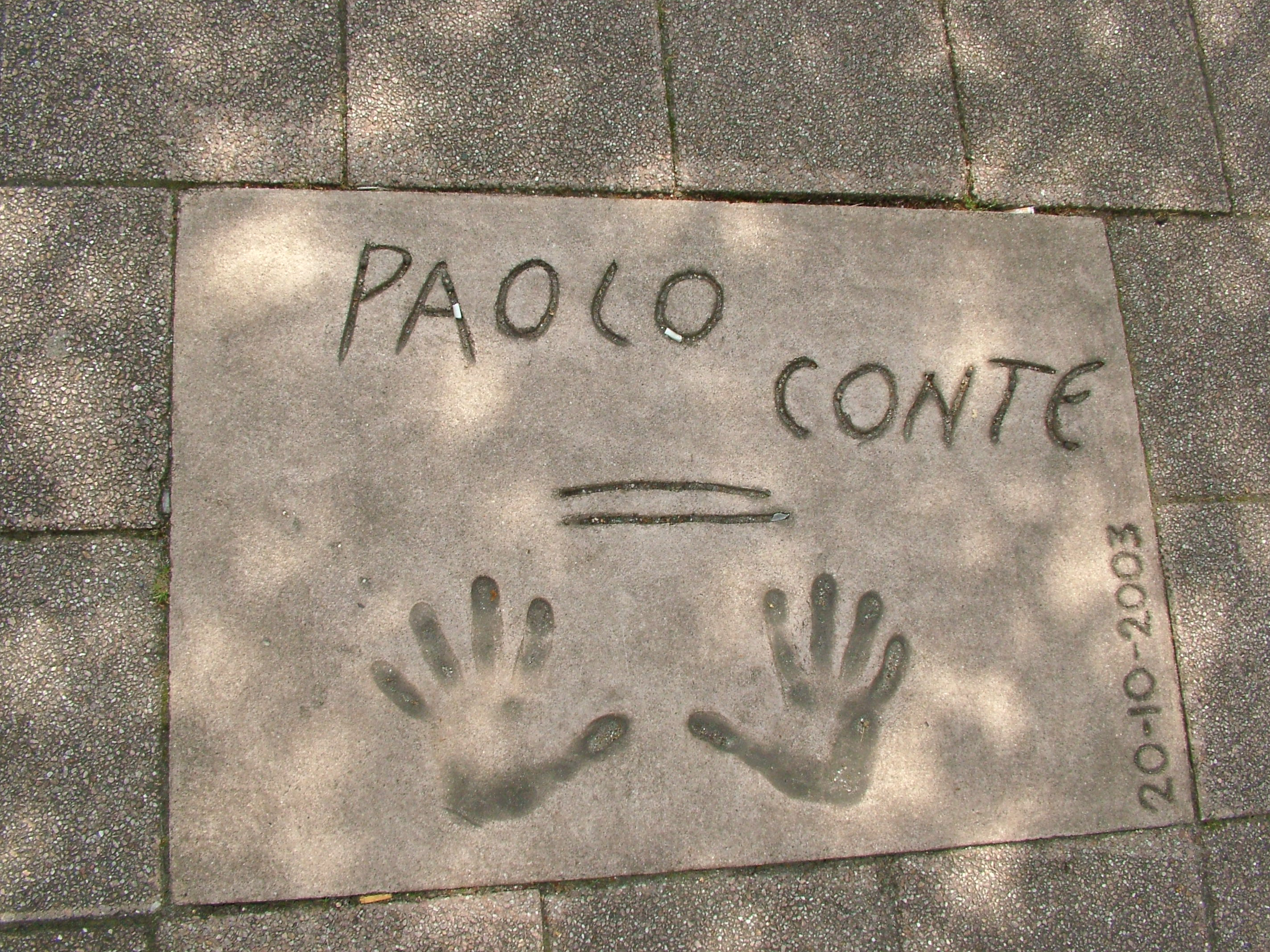
L'empreinte des mains de Paolo Conte sur la Walk of Fame de Rotterdam.

Pour preuve d'une continuité artistique renouvelée, Conte sort le 12 octobre 2010, deux ans seulement après sa dernière publication, son quatorzième album studio auprès du label Platinum. Son titre, Nelson, évoque le chien de famille, décédé en 2008, dont le portrait, peint par le musicien lui-même, orne la couverture du disque. L'auteur commente à ce propos : « Je ne l'ai jamais mentionné dans aucune chanson et maintenant, j'ai voulu donner son nom à un disque ». Encore une fois, le nouvel album comprend des morceaux chantés dans plusieurs langues, du français de C'est beau au napolitain de Suonno e' tutt'o suonno, de l'anglais de Bodyguard of myself, à l'hispanisante Los amantes del Mambo, mais aussi des chansons dont on se souviendra et qui s'insèrent manifestement dans le répertoire classique du musicien, telles que Tra le tue braccia, Galosce selvagge, Clown et le divertimento Sotto la luna bruna. Le single de lancement L'orchestrina, comme l'explique une note sur le disque, est dédié au batteur Dino Crocco : « Dino Crocco — rappelle Paolo Conte — était un ami très cher, il dirigeait un petit orchestre qui jouait dans les belles salles de bal italiennes des années 1960. Je lui ai dédié cette chanson, qui s'appelle L’orchestrina ; elle me fait revivre les années où je suivais ces orchestres et observais ce qui se passait dans l'orchestre et tout autour ».
Le disque est une invitation à faire fi des barbaries du quotidien et vient confirmer l'idiosyncrasie bien connue de l'artiste envers l'actualité. L'auteur expose ce concept dans une interview au Corriere della Sera : « Mon public n'est pas esclave des modes et je le laisse libre tant du point de vue stylistique que conceptuel », et, répondant à la question posée par le journaliste Andrea Laffranchi sur son jugement personnel concernant la réalité d'aujourd'hui : « J'en pense autant de mal qu'il est possible, mais il vaut mieux ne pas en parler, pour ne pas susciter de vilaines habitudes. Il y a des batailles perdues d'avance contre certains comportements et il ne suffit pas de critiquer, il faudrait un engagement plus fort, il faudrait peut-être distribuer des amendes pour déloyauté, méchanceté, vulgarité, mauvais goût, en général et à l'italienne ».
L'album est dédié à Renzo Fantini, producteur et collaborateur de longue date de l'artiste, disparu en mars 2010.

#### Nouvelles sorties discographiques

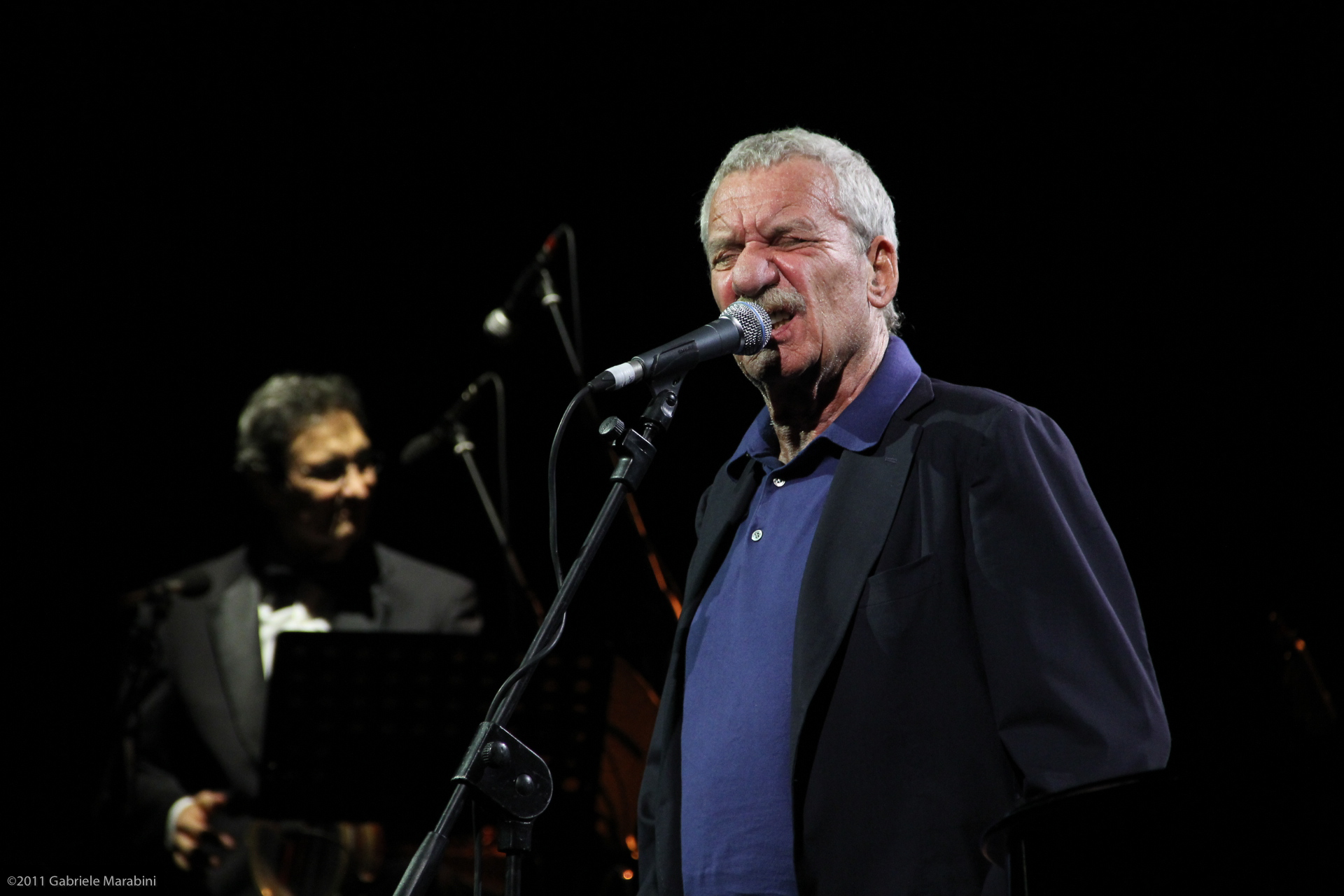
Paolo Conte en concert en 2013.

À l'aube de la nouvelle décennie, l'artiste revient sur le marché du disque avec une anthologie de vieux succès intitulée Gong-oh (contenant malgré tout le morceau inédit La musica è pagana). Après les adieux à la scène d'Ivano Fossati (et ceux, un an plus tard, de Francesco Guccini), l'artiste, interrogé sur un éventuel retrait de la scène musicale, répond : « Il y a des artistes qui veulent mourir sur les planches, d'autres qui préfèrent cultiver l'art difficile de la retraite. Mais une nuit peut-être, à la faveur des ténèbres, la musique pourrait revenir frapper à la porte… ». La même année (2011), la ville de Paris lui décerne la Grande medaille de Vermeil, la plus haute distinction de la capitale française, confirmant encore une fois envers l'artiste piémontais une estime et une affection déjà trentenaires.
En octobre 2014, le chanteur présente un nouvel album de morceaux inédits portant le titre excentrique Snob. Le disque se compose de quinze chansons originales, écrites et arrangées dans le style accoutumé de l'auteur. La clé de l'interprétation de l'œuvre réside dans la recherche (plus suggérée qu'affichée) d'une critique du "modus vivendi" contemporain. En effet, aux micros de la chaîne d'information Tgcom24, l'artiste évoque la déconcertante réalité italienne, et ce aussi du point de vue culturel : « Je trouve que nous sommes dans une période de médiocrité au niveau musical et littéraire. Les « auteurs-compositeurs-interprètes historiques » que j'ai connus et qui m'ont précédé étaient tous très cultivés. Aujourd'hui, par contre, les gens écrivent en improvisant. Je ne suis pas optimiste, mais j'espère que ça changera ». Le titre du disque fait allusion au personnage de la chanson homonyme, qui vient réassumer en soi les qualités d'une personne « non ordinaire » comme le sont — précise l'auteur — les intellectuels, les snobs et les dandys; catégorie, cette dernière, à laquelle Conte a déclaré se sentir plus proche : « alors que le dandy est plus pur et plus profond. Le snob est plus raffiné, mais aussi plus superficiel ». L'un des fils conducteurs de l'album est la présence, ici encore, de géographies et de sentiments exotiques, que l'on trouve notamment dans le single de lancement Tropical, transmis en rotation radiophonique à partir du 26 septembre 2014. Autres morceaux de même teneur : Argentina, l'impétueuse et plaisante Si sposa l'Africa et Donna dal profumo di caffè, pleine de sensualité et de sournoiserie. On est frappé par l'intensité de Tutti a casa et par le rythme de Maracas, où alternent des strophes en italien et en dialecte génois. Et le voilà reparti, comme toujours en octobre, pour une nouvelle tournée internationale qui le mène (jusqu'en mars 2015) dans quelques-unes des villes les plus importantes d'Europe, comme Rome, Milan, Vienne, Paris, Amsterdam et Francfort.
Octobre 2016 voit la sortie d'un nouvel album exclusivement instrumental : Amazing Game. Il s'agit là d'un recueil d'enregistrements de morceaux de diverses époques allant de 1990 jusqu'à aujourd'hui, réalisés à des fins d'expérimentations, ou pour servir de bande son au théâtre et au cinéma. On note la présence des plus fidèles musiciens de Paolo Conte à travers le temps (Massimo Pitzianti, Jino Touche, Daniele di Gregorio), mais aussi des noms connus par les fans dans les années 1980 et 1990 tels que Jimmy Villotti, personnage central de la chanson Jimmy Ballando (1987). Vingt-trois pistes composent l'album, dans des énergies variées, des ballades jazzy paresseuses des années 1920, auxquelles le Maestro nous a habitués, à des compositions plus expérimentales, voire des morceaux improvisés (F.F.F.F. (For Four Free Friends), Fuga Nell'Ammazzonia in Re Minore), symbole de la complicité avec ses musiciens. Plus qu'un nouvel album, c'est une célébration de l'amitié que Paolo Conte entretient avec les membres de son groupe et la volonté de partager des souvenirs électrisés par la joie de faire de la musique.
Il publie en 2017 le coffret Zazzarazàz – Uno spettacolo d'arte varia, qui rassemble en 4 CD (ou 8 CD dans la version Super Deluxe) ses titres préférés sur ses 40 ans de carrière et quelques chansons de sa composition interprétées par d’autres interprètes.
En novembre 2018 paraît l'album Live in Caracalla, enregistrement du concert donné en été à Rome pour célébrer le cinquantenaire de la chanson Azzurro, qu’il avait composée pour Adriano Celentano. L'album contient le titre inédit Lavavetri, évoquant un laveur de vitres à un feu rouge.
Au programme en janvier 2020, deux concerts à l’Olympia de Paris.

## Paolo Conte et la France

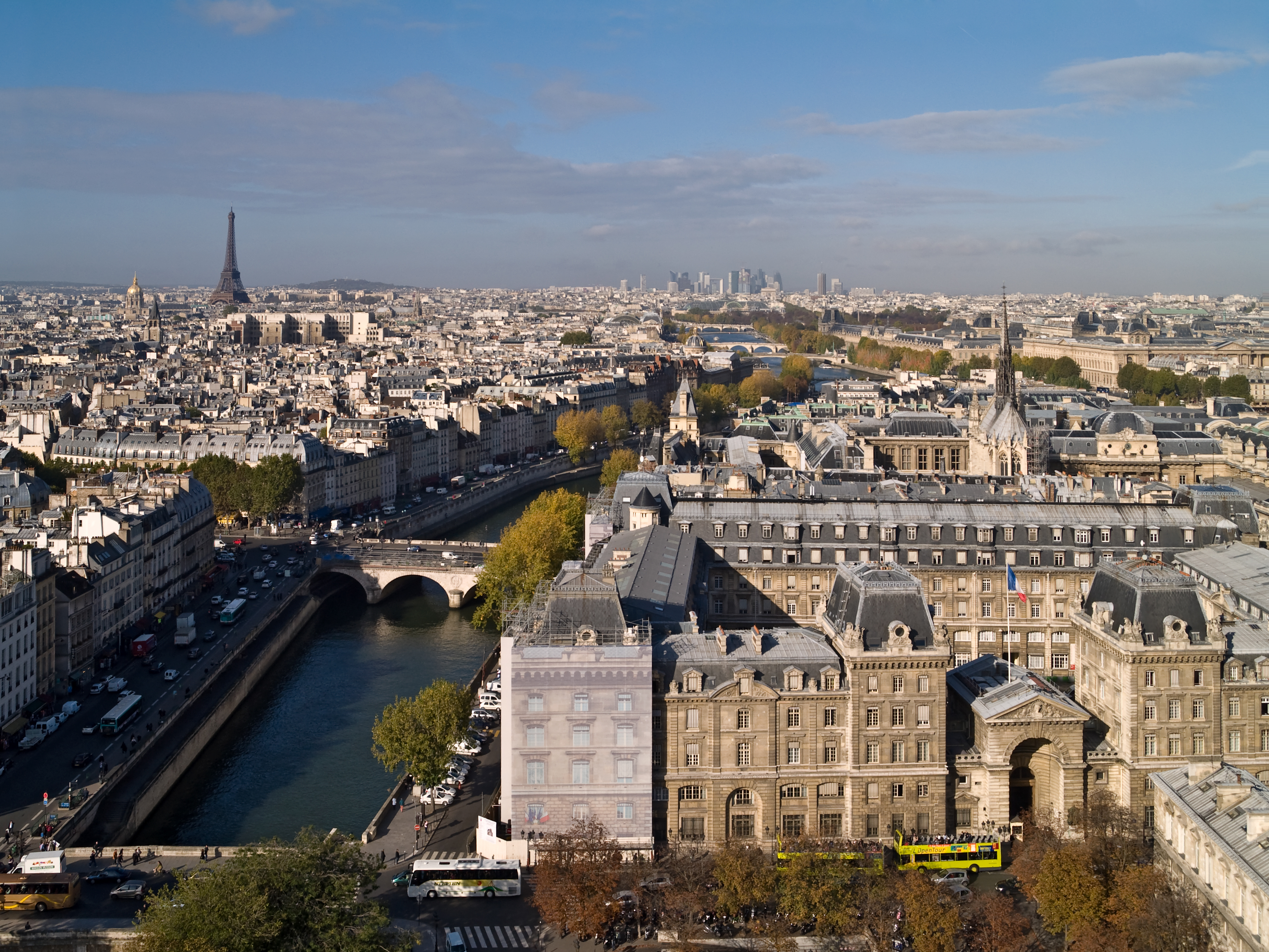
Vue de Paris, ville depuis toujours chère au chanteur, qui lui a décerné en 2011 la Grande médaille de Vermeil.

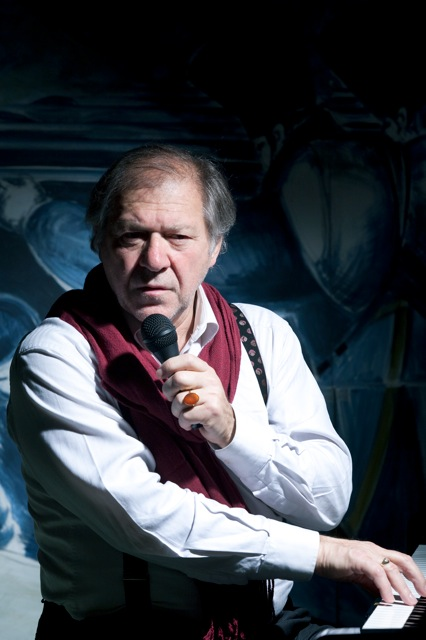
Pierre Santini chantant Paolo Conte.

En 2011, lors de la cérémonie officielle de remise de la Grande médaille de Vermeil, à l'Hôtel de ville de Paris, Christophe Girard, adjoint au maire de Paris chargé des affaires culturelles, retrace la carrière de l'auteur-compositeur-interprète piémontais et rappelle tout ce qui le lie à la France et à Paris : « Lorsqu'on pense à Paolo Conte, on pense à son « allure », à sa silhouette incomparable. Une silhouette qui, me semble-t-il, n'est pas noire, mais de feu. Permettez-moi de vous le dire franchement : vous êtes notre cavalier préféré… Plus encore qu'un avocat, vous êtes un artiste et un homme libre. Au nom de la commune de Paris, qui entretient des liens étroits avec Rome, et maintenant avec Asti, nous voulions vous rendre hommage en vous faisant pour ainsi dire citoyen d'honneur de la ville ».
Il a déjà été fait allusion plus haut à la syntonie culturelle qui unit Paolo Conte au public français, syntonie que l'artiste a essayé de circonscrire en commentant l'une de ses chansons les plus célèbres : « Come di, est une chanson qui a recueilli un écho remarquable en France. Non pas tant à cause du jeu de mots avec le terme français « comédie », mais peut-être parce que le public français a compris quelque chose que les autres n'ont pas compris. J'ai pu m'en rendre compte lors d'une émission télévisée consacrée à des faits de guerre très cruels, au cours de laquelle on m'a demandé de chanter cette chanson. J'ai demandé pourquoi et on m'a répondu : « Parce que c'est la chanson des adieux ». Le public avait bien saisi l'essence même de la chanson ».
C'est une proximité réelle qui existe entre le musicien et le public français et il en donnera un exemple dans une autre interview où il définit Paris comme la « ville d'art par excellence », pour sa vocation innée à accueillir et à intégrer des artistes de toutes les nationalités : « Paris, pour les artistes, c'est la ville de l'hospitalité. Il n'est pas d'artiste qui n'y ait fait son pèlerinage. C'est là que se recueillaient un peu toutes les idées ; c'est là qu'il était possible de se sentir tous issus d'une même divinité artistique. Paris a fait vivre tant d'artistes, leur a permis de subsister en leur offrant une hospitalité à la mesure de l'homme, où les sentiments sont toujours maintenus en vie comme une flamme, où l'on veut ces sentiments. J'ai eu l'occasion d'assister à des auditions de chanteurs parisiens (surtout des femmes), qui n'avaient rien de spécial à apporter du point de vue poétique […], mais ces trois minutes où ils se produisaient, ils les vivaient comme quelque chose d'absolu. Ils faisaient preuve d'un sentimentalisme profond, c'est-à-dire qu'ils savaient faire s'épanouir les histoires qu'ils racontaient, les divinités cachées de l'après-midi, de la nuit et du matin : tout cela, c'est bien français et c'est une force majeure de Paris ».
Le comédien Pierre Santini a adapté en langue française les chansons de Paolo Conte, son « extraterrestre préféré, auteur et musicien de talent, poète incontesté qui sait si bien nous entraîner avec sa latinité exotique, sa pudeur, son regard vers la vie et l'amour, dans tous les méandres de l'âme humaine ». À l'ouverture de la saison 2009/2010, il inaugure au théâtre Mouffetard son concert intitulé Come di : Pierre Santini chante Paolo Conte.

## Paolo Conte et le cinéma
Outre ses essais d'auteur − il publie en 2009 avec l'écrivaine Manuela Furnari un livre intitulé Prima la musica −, Conte trouve encore une autre forme d'expression, certainement proche de ses aspirations, celle du cinéma. Le musicien est en effet depuis toujours attaché à un cinéma d'empreinte classique, surtout américain, français et italien, qui a souvent contribué à donner forme et image au lexique de ses chansons. À titre d'exemple, le célèbre journal américain The Wall Street Journal a déclaré à l'occasion d'un entretien de l'artiste en 1998 qu'écouter les chansons du musicien d'Asti, c'était « comme entendre un film de Federico Fellini ». D'ailleurs, le chanteur révèle au sujet de la chanson L'orchestrina, qui rapporte la scène d'un dancing d'une autre époque où l'odalisque se déshabille : « J'imagine que le texte n'aurait pas déplu au monde de Federico Fellini ».
Concernant la genèse d'un autre morceau intitulé Un fachiro al cinema, Conte dévoile une passion explicite pour la première période de Stanley Kubrick et affirme : « Quand j'étais gamin, je me suis vu projeter un film dont je ne savais absolument rien, et j'étais le seul spectateur dans la salle. Bien que ce film n'avait pas de trame à proprement parler, je suis sorti de la projection convaincu d'avoir vu quelque chose de merveilleux, tant les images et les photos étaient belles, et son souvenir ne m'a pas quitté pendant de nombreuses années. Il avait pour titre Le Baiser du tueur. Trente-cinq ans après, j'apprends stupéfait qu'on va le passer à la télévision. Je regarde le nom du réalisateur : Stanley Kubrick. Je sais qu'à la fin de sa carrière, il l'a renié comme d'autres de ses films, mais pour moi, cela reste une œuvre d'une classe extraordinaire ».
Au fil des années, sa passion pour le septième art s'est matérialisée dans la composition de bandes sonores très diverses, qui ont ensuite été compilées dans un disque, publié en 1990 par Mercury, intitulé Paolo Conte al cinema. L'album présente des morceaux du musicien parus aussi bien dans des films que dans des spectacles de théâtre, parmi lesquels on retiendra : Le tam tam du paradis, écrit par l'artiste pour la pièce de théâtre Corto Maltese, de 1982 (où il était chanté par Athina Cenci), Via con me, chanté par Roberto Benigni pour le film Tu mi turbi (fr : Tu me troubles) (dont Conte est l'auteur de toute la musique), Le chic et le charme, du film Aurelia et le morceau instrumental Provvisory house, du spectacle théâtral Varietà in varie età. Méritent encore d'être mentionnées les versions instrumentales de Hesitation, du film Professione farabutto et Locomotor, du film Scherzo del destino in agguato dietro l'angolo come un brigante da strada, de 1983, réalisé par Lina Wertmuller.
Ses chansons sont en outre reprises dams divers films. Ainsi de French Kiss, réalisé en 1995 par Lawrence Kasdan, alors que la protagoniste Meg Ryan se promène dans les rues de Paris, on entend la chanson Via con me dans son intégralité, chantée en italien par Paolo Conte. La version anglaise de Via con me, It´s wonderful, illustre encore une scène de cuisine amoureuse du Goût de la vie (No reservations, 2007), de Scott Hicks, reprise en outre sur le générique de fin.

## Paolo Conte et la bande dessinée

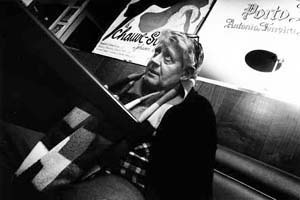
Une photo de l'auteur de bande dessinée Hugo Pratt.

La personnalité musicale de Paolo Conte a souvent côtoyé le monde de l'illustration, ou plus précisément de la bande dessinée, de sorte que de nombreux professionnels du genre lui ont spontanément dédié maints croquis et esquisses. Mentionnons tout particulièrement la reconstruction, au travers de l'illustration, de l'univers de Paolo Conte par son ami, l'auteur de bande dessinée Hugo Pratt. En effet, en 1982, le père de Corto Maltese a recueilli dans un volume édité par Vincenzo Mollica, intitulé Le canzoni di Paolo Conte, vingt dessins qui décrivent, dans le style caractéristique de l'auteur romagnol, quelques-uns des morceaux les plus remarquables de l'artiste. L'hommage figuratif rendu par Pratt au musicien ne demeure pas un cas isolé, en effet, au fil des années, de nombreux auteurs de bande dessinée ont reproduit à l'encre de Chine et au fusain l'univers musical de Conte : il suffit de penser à Altan, qui a représenté, lui aussi dans son style très personnel, des situations et des atmosphères du "bar Mocambo", à Milo Manara, qui a mis en images les mondes exotiques qui ont toujours été chers au musicien, et enfin à Guido Crepax et Sergio Staino, qui se sont laissés inspirer respectivement par deux chansons de Conte : Un gelato al limon et Rebus.
Cette tendance à reproduire en images les diverses chansons de l'auteur-interprète s'est ravivée ces dernières années. En effet, en 2009, l'auteur de bande dessinée Gino Vercelli a produit pour la série Strippers, le volume Musica e nuvole. Paolo Conte, le canzoni interpretate a fumetti (fr : Musique et nuages. Paolo Conte, ses chansons interprétées en bandes dessinées), recueillant des œuvres de jeunes dessinateurs réalisées dans les styles et les techniques les plus diverses. Le musicien piémontais a aussi attiré l'attention d'auteurs de bande dessinée étrangers, comme le dessinateur américain Bill Griffith, qui a de son côté rendu hommage à l'artiste en un gros plan amusant.

## Son orchestre

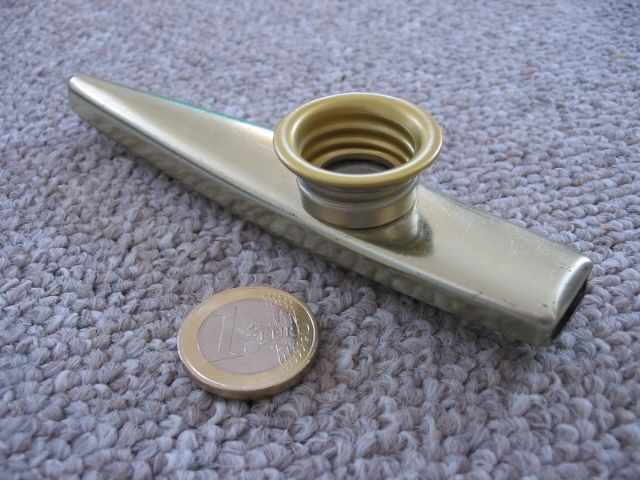
Le kazoo, instrument que Paolo Conte utilise régulièrement.

Il sélectionne minutieusement les musiciens, issus des mondes de la musique classique ou du jazz, qui l'accompagnent durant des années dans ses longues tournées. En 2014 — outre Paolo Conte lui-même au chant, bien sûr, ainsi qu'au piano, au kazoo ou au vibraphone — l'orchestre comprend :
- Daniele di Gregorio à la batterie et aux percussions ;
- Jino Touche à la contrebasse ;
- Daniele dall’Omo à la guitare ou à la mandoline ;
- Massimo Pitzianti à l'accordéon, au bandonéon, à la clarinette, au saxophone baryton ou au saxophone soprano ;
- Claudio Chiara au saxophone ténor ou à la flûte traversière ;
- Luca Velotti au saxophone soprano, au saxophone ténor ou à la clarinette ;
- Lucio Caliendo au hautbois ;
- Piergiorgio Rosso au violon.

## Discographie
- 1974 : Paolo Conte
- 1975 : Paolo Conte
- 1979 : Un gelato al limon
- 1981 : Paris milonga
- 1982 : Appunti di viaggio
- 1982 : Dancing (compilation)
- 1984 : Paolo Conte
- 1984 : Come Di (compilation)
- 1985 : Concerti (live)
- 1987 : Aguaplano
- 1987 : Jimmy Ballando
- 1988 : Paolo Conte Live (live)
- 1990 : Parole d'amore scritte a macchina
- 1992 : Stai seria con la faccia ma però (compilation)
- 1992 : 900 (Novecento)
- 1993 : Tournée (live)
- 1995 : Una faccia in prestito
- 1996 : The Best of Paolo Conte (compilation)
- 1998 : Tournée 2 (live)
- 2000 : Razmataz
- 2003 : Rêveries (compilation)
- 2005 : Elegia (2005)
- 2005 : Live Arena di Verona (live)
- 2007 : direction artistique de l'album Danson metropoli d'Avion Travel reprenant les chansons de Conte.
- 2006 : Wonderful (compilation)
- 2008 : Psiche
- 2010 : Nelson
- 2014 : Snob
- 2016 : Amazing Game (album instrumental)

## Prix et distinctions

### Prix
- 1983 - Premio Tenco, pour sa carrière
- 1985 - Targa Tenco, pour la meilleure chanson italienne : Sotto le stelle del Jazz
- 1985 - Targa Tenco, pour le meilleur album italien : Paolo Conte
- 1987 - Targa Tenco, pour le meilleur album italien : Aguaplano
- 1991 - Premio Librex Montale, section "Poetry for Music"
- 1993 - Targa Tenco, pour le meilleur album italien : 900
- 1997 - Prix David di Donatello, décerné au meilleur musicien, pour la musique du film La Flèche bleue.
- 1997 - Ruban d'argent, pour la meilleure musique de film dans La Flèche bleue.
- 1999 - Targa Tenco, pour la meilleure chanson italienne : Roba di Amilcare
- 2005 - Targa Tenco, pour la meilleure chanson italienne : Elegia
- 2007 - Riccio d'Argento - prix pour la meilleure musique live d'auteur décerné aux XXIIIes Fatti di Musica, cycle de concerts organisé par Ruggero Pegna

### Distinctions
- Chevalier grand-croix de l'ordre du Mérite de la République italienne, à l'initiative du président de la République, Rome, 24 mars 1999[79]
- Chevalier de l'ordre des Arts et Lettres, Paris, 15 mai 2001[21]
- Médaille d'or du mérite de la culture et de l'art, Rome, 17 mars 2003[80]
- Grande médaille de Vermeil de la Ville de Paris, Paris, 26 janvier 2011[60]
- Doctorat honoris causa en lettres modernes, « pour avoir traduit en un langage hautement original, riche en trames textuelles et poétiques, des personnages, des lieux, des situations, des histoires, des atmosphères de l'imaginaire de notre temps », Université de Macerata, 4 avril 2003[43].
- Doctorat honoris causa en peinture, « comme reconnaissance pour son expérience personnelle et sa compétence hautement célébrée dans le domaine de la peinture, notamment pour son œuvre multimédia Razmataz », Accademia di belle arti di Catanzaro, 24 mai 2007[50]